# 張讚
張讚（？—？），雲南臨安府通海縣人。

## 生平
万历三十一年（1603年）癸卯科云南乡试举人，四十一年（1613年）癸丑科進士，初官主事，終官貴州提學僉事。